# Paul Marsden
Paul William Barry Marsden, né le 18 mars 1968 à Frodsham, est un homme politique britannique, initialement membre du Parti travailliste.
Il est député pour Shrewsbury and Atcham de 1997 à 2005. Le 10 décembre 2001, il rallie les LibDems. Il retourne chez les travaillistes en 2005, devenant le premier député britannique à changer de parti (« crossing the floor ») à deux reprises depuis Winston Churchill, et annonce qu'il ne se représente pas aux élections de 2005.